# Guerryus aureopubescens
Guerryus aureopubescens är en skalbaggsart som beskrevs av Maurice Pic 1903. Guerryus aureopubescens ingår i släktet Guerryus och familjen långhorningar. Inga underarter finns listade i Catalogue of Life.